# Aetodactylus
Aetodactylus (лат., с греч.  буквально — «орлиный палец») — род птерозавров из семейства  Ornithocheiridae. Известен по нижней челюсти, найденной в верхнемеловых скальных породах на северо-востоке Техаса, США. Aetodactylus — второй обнаруженный в Северной Америке птерозавр из группы Ornithocheiroidea.

## Описание
Aetodactylus описан на основе голотипа SMU 76383 — почти полной нижней челюсти, в которой отсутствуют костяной зубец на правом челюстном суставе, часть заднего конца симфиза (место, где встречаются две половины нижней челюсти), и два зуба. Этот образец обнаружил Ланс Холл в 2006 году возле строительной площадки в Мэнсфилде, неподалёку от озера Джо Пул. Порода, где найдена окаменелость, является известковым морским песчаником с вкраплениями шлама, датируемая сеноманским ярусом (около 97 миллионов лет назад) Таррантской формации. Здесь же были найдены рыбьи зубы и позвонки, а также неклассифицированные кости. 
Aetodactylus был назван Тимоти С. Майерсом из Южного методистского университета в 2010 году. Типовым видом является A. halli, названный в честь первооткрывателя, Ланса Холла. Aetodactylus отличается от других представителей надсемейства некоторыми деталями анатомии нижней челюсти, в том числе небольшим расширением переднего конца нижней челюсти, сильным вертикальным сжатием симфиза, постоянным расстоянием между зубами и небольшим искривлением вверх нижней челюсти. Майер обнаружил сильное сходство Aetodactylus с найденным в Китае Boreopterus. Aetodactylus представляет собой одного из самых ранних птерозавров из надсемейства Ornithocheiroidea. 
Длина челюсти SMU 76383 составляет 38,4 см, из которых 15,8 см (41 %) левой и правой челюстей соединены. Присутствуют 27 пар зубов; два оставшихся зуба заострённые, слегка загнутые назад, сплющенные с двух сторон и тонкие. Кончик челюсти слегка расширен (от 1,3 до 1,6 см) и содержит четыре пары зубов, первая пара выпирает вперёд. Судя по размеру зубных лунок, вторая и третья пара зубов были наибольшие, остальные зубы уменьшались в размере по мере нахождения в пасти. Между задними зубами есть небольшие ямки, интерпретируемые как точки, где зубы верхней челюсти упирались в нижнюю челюсть. По мере продвижения зубного ряда эти ямки постепенно исчезают. Это указывает на то, что передние зубы были длиннее и выступали до определённой степени наружу. В отличие от некоторых других Ornithocheiroidea, таких, как анхангвера, Coloborhynchus и орнитохейрус, здесь отсутствует костяной выступ на нижней челюсти. 
В первоначальном описании Aetodactylus был рассмотрен как возможный родственник Boreopterus, однако более поздний кладистический анализ выявил тесную связь с Cimoliopterus. В 2019 году группа палеонтологов под руководством Родрига Пегаса отнесла этого птерозавра в кладу Targaryendraconia.